# 시이나 모타
시이나 모타(일본어: 椎名もた, 영어: siinamota, 1995년 3월 9일~2015년 7월 23일)는 일본의 보카로P, 작곡가, 작사가, 편곡가이다.

## 개요
시이나 모타는 14세부터 음악 활동을 시작하였고, 보컬로이드 곡을 니코니코 동화 중심으로 투고하였다. 2011년 초에 활동을 쉬기도 하였지만, 반년 후에 음악 활동을 다시 재개하였다.
2015년 7월 23일, 시이나 모타는 보컬로이드 곡 빨간펜을 부탁해요를 니코니코 동화에 투고한 이후 사망하였다.
2024년 7월 14일에는 소녀A의 유튜브 조회수는 굿바이 선언이나, ECHO에 이어 보컬로이드 곡 세 번째로 1억 조회수를 달성하였다.
2025년 3월에는 소녀A의 유튜브 조회수가 굿바이 선언의 조회수를 넘으면서 유튜브에 있는 보컬로이드 곡 중 가장 높은 조회수를 얻게 되었다.